# 田良原政隆
田良原 政隆（たらはら まさたか、1953年〈昭和28年〉11月 - ）は、日本の外交官。エディンバラ総領事を経て、エルサルバドル駐箚特命全権大使。

## 経歴・人物
兵庫県西宮市出身。灘中学校・高等学校を経て、1979年（昭和54年）京都大学法学部を卒業し、外務省に入省した。英語研修としてオックスフォード大学に2年間留学し、オマーン、オランダ、クウェート、マレーシアに在勤。
1999年から外務省大臣官房儀典官兼宮内庁式部官、2000年に天皇皇后の欧州御訪問の公式随員を務める。その後、大阪府国際交流監、2005年日本国際博覧会協会儀典次長、在カナダ日本国大使館公使兼国際民間航空機関日本政府代表部公使を経て、2009年からエディンバラ総領事、2013年からエルサルバドル駐箚特命全権大使。
64歳で退官したのちは清水たかしという芸名でシャンソン歌手をしている。

## 受章歴
オランダ王国オラニエ・ナッソー勲章（2000年）、スウェーデン王国北極星勲章（2000年）およびノルウェー王国功労勲章（2003年）。

## 同期
（ ）は現在の役職
- 平松賢司（駐スペイン大使）
- 北岡元（駐エストニア大使）
- 横井裕（駐中華人民共和国大使）
- 花谷卓治（退官、元駐モロッコ大使）
- 伊原純一（駐フランス大使）
- 山口壯（衆議院議員）
- 大江博（駐イタリア大使）
- 宮川眞喜雄（国家安全保障局国家安全保障参与）
- 廣木重之（駐スウェーデン大使）
- 長谷川晋（八戸学院大学客員教授、八戸学院短期大学客員教授）
- 小林弘裕（駐ニュージーランド大使）
- 堀江良一（駐エリトリア大使）
- 西岡淳（帝京大学教授）
- 小川正史（KDDI顧問）
- 礒部博昭（駐パナマ大使）
- 西村篤子（大成建設取締役、国際石油開発帝石社外取締役）
- 羽田浩二（駐フィリピン大使）
- 大澤勉（駐カメルーン大使）